# Folkbok

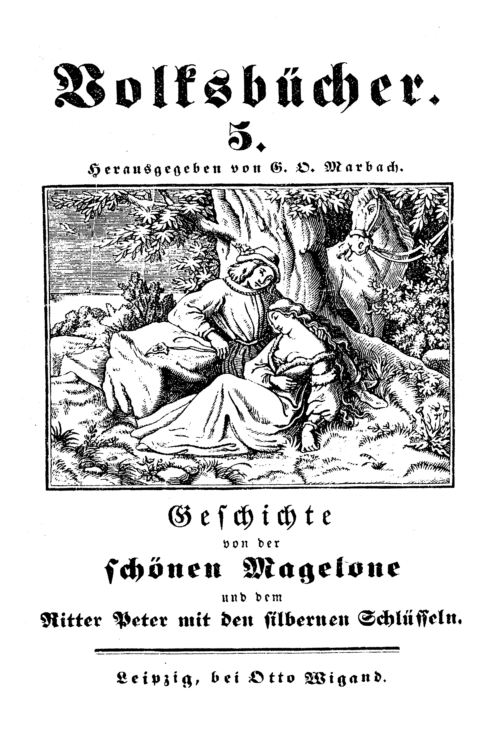
Gotthard Oswald Marbach: Geschichte von der schönen Magelone (= Volksbücher. Band 5). Wigand, Leipzig 1838(–1849).

Folkböcker är litterära alster av olika slag utgivna i stora upplagor, oftast som skillingtryck och avsedda för folkets breda lager. De hos allmänheten vanligast förekommande tryckta skrifterna var Bibeln, psalmboken och almanackan. Andra böcker som omnämnts som folkböcker är Fältskärns berättelser (1898). Begreppet myntades i början av 1800-talet, efter tysk förebild. 
Folkböcker har ofta utkommit i ett stort antal upplagor. De ses ibland som en historisk form av det som i nutiden benämns populärlitteratur.

## Historik
En folkbok har historiskt ofta bestått av omarbetningar av gamla riddarsagor, legender och trolldomshistorier.
Ordet folkbok kom in i svenskan från tyskans motsvarande Volksbuch. Begreppet började användas i början av 1800-talet, vid en tid då romantiken slog igenom och man ville återerövra en påstått enkel livsvisdom och folkliga "grundsanningar" från förr. Därmed etablerades denna nya bokgenre för böcker som ansågs bevara "ursprungliga" kunskaper under en på ett sätt naiv yta.
Fenomenet folkbok blev känt på allvar år 1807, då Joseph Görres presenterade sin Die teutschen Volksbücher. I denna listning räknades upp 49 olika litterära verk som Görres kategoriserade just som folkböcker. Här fanns en mängd litterära genrer, med det mesta från kärleks- och äventyrsberättelser till handböcker inom hantverk, liksom dröm- och spådomsböcker samt resehandledningar. Efter ett tag blev begreppet avgränsat till fiktiga verk inom prosa, men även här var spridningen stor med bland annat skämthistorier, riddaräventyr, romantiska historier, helgonlegender och sagomaterial från österlandet.
Skillnaden mellan folkboken och sagan var inte alltid så tydlig. Den senare var/är dock en historia som bevarats genom muntlig tradering, medan folkboken hade en tydligare koppling till ett skriftligt arv.
Folkboksbegreppet var ett resultat av den litterära kulturen decennierna runt 1800, men detta hade äldre rötter. När exempel på dålig litteratur omnämndes under 1500-, 1600- och 1700-talen var det ofta blivande titlar inom "folkboksgenren" som nämndes. Här fanns Georg Stiernhielms Hercules från 1658, liksom Marcolfus, Melusina, Kejsar Octavianus, Riddar Finke (en föregångare till baron Münchhausen) och Magelona. Det gemensamma för dessa titlar var en "obildad" och naiv syn på världen, och i Görres ögon var detta något positivt.
Det starkt ideologiskt präglade folkboksbegreppet har sedan 1900-talet utvecklats till ett problem inom en litteraturvetenskap där objektivitet ses som ett grundvärde. Därmed har folkboken som genre åldrats kraftigt, och inom den tyskspråkiga världen har man velat avskaffa begreppet som litterär term helt och hållet.

## Exempel på folkböcker
- Bondepraktikan
- Fågel blå
- Lasse-Majas besynnerliga öden. Av honom själv berättade